# Gift (2017)
Gift ist ein investigativer Spielfilm des Filmemachers Daniel Harrich aus dem Jahr 2017, der auf dessen Recherchen zu minderwertigen, gepanschten und gefälschten Medikamenten basiert und die Folgen der Auslagerung der Pharma-Produktion in Niedriglohnländer, vor allem nach Indien und China, aufdeckt. Die Produktion des Bayerischen Rundfunks, des Südwestrundfunk und der ARD Degeto war Teil des ARD-Themenabends „Gefährliche Medikamente“ vom 17. Mai 2017. Die Hauptrollen im Film sind besetzt mit Heiner Lauterbach, Julia Koschitz, Maria Furtwängler sowie Luise Heyer, Arfi Lamba, Ulrich Matthes und Martin Brambach.

## Handlung
Bei einer Razzia im deutsch-tschechischen Grenzgebiet stößt die Interpol-Agentin Juliette Pribeau auf eine Lieferung gefälschter Krebsmedikamente, die an den deutschen Pharmahändler KompaPharm in München adressiert sind. Der Besitzer des florierenden Großhandels, Günther Kompalla, gerät ins Visier der Ermittlerin. Was sie nicht weiß: Kompalla hat nach einer Krebsdiagnose nur noch wenige Monate zu leben. Er will sein Unternehmen so schnell wie möglich verkaufen und sich mit seiner Tochter, der Medizinerin Katrin Kompalla, aussöhnen.
Katrin Kompalla arbeitet mit ihrem Verlobten, dem indischen Arzt Kiran Chitre, bei einer Hilfsorganisation in den Slums von Mumbai. Arzneimittelsicherheit, insbesondere die Gefahr durch gefälschte und minderwertige Medikamente, gehört zum Tagesgeschäft. Katrins Leben steht völlig im Gegensatz zu dem ihres Vaters, der als Unternehmer auf Kosten anderer ein Vermögen erwirtschaftet hat.
Der Verkauf der KompaPharm scheitert, weil ihr Hauptinvestor, der Schweizer Investmentbanker Matteo Kälin von der MIG Bank Zürich, eine Gesundheitsprüfung von Kompalla verlangt. Kompalla setzt die Bank erpresserisch unter Druck: Er weiß aus eigener Erfahrung um die Hintergründe des Handels mit gefälschten Medikamenten. Auch der Pharmariese Poindex, an dem die MIG Bank ebenfalls bedeutende Anteile hält, und dessen Management um Dr. Roger Adler und den Sicherheitschef Jörg Zenka sind tief darin verwickelt. Banker Kälin und Pharma-Manager Adler verbünden sich mit der renommierten Wissenschaftlerin und Pharmalobbyistin Prof. Vera Edwards, die sich und ihrer Studienstiftung eine einflussreiche Beraterposition in der Interpol-Sondereinheit erkauft hat. Edwards hetzt Kompalla die ehrgeizige Interpol-Agentin Pribeau auf den Hals. Er setzt sich nach Indien zu seiner Tochter ab.
Juliette Pribeau wird nach ihrem Ermittlungserfolg belohnt und befördert. Sie leitet jetzt die Sondereinheit zur Bekämpfung von Pharmakriminalität. Die neue Position ermöglicht tiefe Einblicke in die Verflechtungen zwischen ihrer Behörde, der Pharmaindustrie und der Finanzwelt – meisterhaft und manipulativ gesteuert von Vera Edwards. Juliette geht notgedrungen Kompromisse und Absprachen ein, die ihren eigenen ethischen Grundsätzen widersprechen.
In Indien, Mumbai: Kompalla, den Tod vor Augen, will reinen Tisch machen und seiner Tochter ein sauberes Erbe hinterlassen. Zugleich rächt er sich an der MIG Bank und Poindex Pharma, die ihn bei Interpol denunziert hatten. Er kontaktiert Juliette Pribeau und bietet ihr Informationen über die tiefe Verstrickung von Industrie und Kapital in das Fälschungsgeschäft an. Daraus ersieht sie, dass sie von der MIG Bank und Poindex für ein abgekartetes Spiel missbraucht wird: Sie sollte Kompalla kaltstellen, doch nicht die Wahrheit entdecken. Darüber empört, schlägt sie sich auf Kompallas Seite, ohne ihre Auftraggeber und Vorgesetzten darüber zu informieren.
Zusammen wollen sie einen beispiellosen Wirtschaftsskandal in der Welt der Pharmaindustrie aufdecken. Es geht um gefälschte Medikamente, Täuschung, Korruption und Insidergeschäfte unter dem Schutz internationaler Konzerne und der zuständigen Behörden. Mit anderen Worten: Es geht um Massenmord und Gier, ohne Skrupel und Gewissen. Juliette Pribeau erhält allerdings einen Chip mit der Aufzeichnung von Kampallas Geständnis. Aber die Europäische Behörde (Interpol) und Vera Edwards bleiben bei ihrer Sicht der Dinge.

## Hintergrund
Aktuellen Schätzungen zufolge erzielt der Handel mit gefälschten, minderwertigen und illegalen Medikamenten jährlich weltweit Umsätze von über hundert Milliarden Euro. Weltweit entspricht nach Schätzungen der Weltgesundheitsorganisation WHO bei zehn Prozent der Medikamente der Inhalt nicht dem Packungsaufdruck; in Deutschland gehen Experten von einer Fälschungsrate von bis zu einem Prozent aus, Tendenz steigend. Und das in einem Markt mit einem Jahresumsatz von 50 Milliarden Euro. Längst sind Fälschungen zum Systemproblem geworden, mit hoher Dunkelziffer und zuweilen überforderten Kontrolleuren.
Der Themenabend Gefährliche Medikamente zeigt die Verstrickungen von Pharmafirmen, Banken und Behörden auf. Insbesondere wird die Gefahr minderwertiger Medikamente in der legalen Lieferkette hervorgehoben. Diese Sub-Standard-Medikamente sind auch für die Bildung von Resistenzen, beispielsweise bei Tuberkulose-Patienten, mitverantwortlich. Dies ist eine Folge der Auslagerung der Produktionskapazitäten der Pharmaindustrie in Niedriglohnländer.
Mike Powelz, Kritiker der Hörzu merkte an: „Stellen Sie sich einmal vor, Sie sind auf ein lebenswichtiges Medikament angewiesen – doch die Wirkstoffe, die Ihnen helfen sollen, sind in manchen Packungen des Präparats gar nicht vorhanden. Bei uns undenkbar? Keinesfalls.“ Nikolaus von Festenberg vom Tagesspiegel gab zu bedenken: „Jährlich sterben eine Million Menschen an den Folgen der Einnahme gefälschter Medikamente. Das weltweite Geschäft, das Pharmafirmen, Banken und Behörden mit unkontrollierten Pillen machen, geht in die Milliarden.“ „Für Regisseur Daniel Harrich ist diese fiktionalisierte Verdichtung seiner Recherchen […] jedoch nur die eine Seite der Medaille: Er möchte Debatten anstoßen, dem 33-Jährigen geht es um Aufmerksamkeit für sein Thema, und er hat erkannt, dass die größer ist, wenn vorher ein emotionaler Resonanzboden geschaffen wird.“

## Veröffentlichung
Der Film wurde am 5. Mai 2017 im großen Sendesaal des RBB in Berlin uraufgeführt, gefolgt von einer politischen Podiumsdiskussion mit dem Leiter des Bundesinstitut für Arzneimittel und Medizinprodukte Professor Karl Broich und dem Präsidenten der Generalzolldirektion Uwe Schröder. Die Branchenzeitung Apotheke Adhoc schrieb „Pharmabranche zittert vor Heiner Lauterbach“.

## Rezeption

### Einschaltquote
Der Film war am Tag der Erstausstrahlung im Rahmen des ARD-Themenabends „Gefährliche Medikamente“ mit durchschnittlich 4,19 Millionen Zuschauern am 17. Mai 2017 im Ersten Quotensieger.

### Kritik
Gift wurde überwiegend positiv und als politisch hoch brisant wahrgenommen.
„Angesichts des furiosen Bilderballetts zwischen den Guten und den Schuften könnte man leicht vergessen, dass die Wirklichkeit jenseits des Bildschirms weniger spektakulär, aber viel schlimmer ist“, schrieb
Nikolaus von Festenberg im Tagesspiegel. „Wie befreit aus der trockenen Recherchestube“ stürmten die Bilder des Fernsehfilms „in das süffige Leben der Fiktion“. […] „In der Hölle“ agierten „die Fernsehspitzenkräfte im Fach fieser Manager, Ulrich Matthes und Martin Brambach, Zynismusbrutalo der eine, schleimige Samtpfote der andere“. Dazu geselle sich – „hervorragend gelungen – Maria Furtwängler, eine angeblich hochrespektable neutrale Repräsentantin in Fragen der medizinischen Ethik, aber hinter der ewig lächelnden Blondfassade eine Königin der Nacht“.
TV Spielfilm bescheinigte Regisseur und Kameramann „kinoreif-kraftvolle Bilder für eine Geschichte“ gefunden zu haben, die „wachrütteln“ wolle. Das Drehbuch fuße auf intensiven Recherchen. Der für einen Zweiteiler geplante Stoff wurde auf 90 Minuten zusammengepresst, so dass vieles vom Inhalt nur noch angerissen wurde. Fazit: „Bitterer Stoff, Nebenwirkungen sind garantiert!“
Peter Luley von Spiegel Online meinte, der Film sei „durchweg prominent besetzt“.
Die Fakten seien erschütternd führte die Frankfurter Rundschau aus: „Angeblich sterben jedes Jahr eine Million Menschen durch die Einnahme gefälschter Medikamente. Wenn die Patienten ‚Glück‘ haben, sind die Fälschungen harmlos, aber oft genug sind sie auch pures Gift; ein Thema, über das seltsamerweise nur selten berichtet wird.“ Dieser „fesselnde Film“ von Daniel Harrich erzähle, „warum“ das so sei. Gift sei nicht frei von „Schwächen in der Darstellerführung“, hinzu komme eine „gewisse dramaturgische Unentschlossenheit“, weil der Film sich „nicht entscheiden“ könne, ob er die „Ermittlerin Juliette Pribeau oder ihren Gegenspieler, den deutschen Pharmahändler Günther Kompalla (Heiner Lauterbach), zur emotionalen Hauptfigur machen“ solle. Schon die „faktische Ebene der Geschichte“ sei „für einen neunzigminütigen Film viel zu komplex, […] der Stoff hätte locker für zwei Stunden oder für einen Zweiteiler gereicht“. Maria Furtwängler verkörpere ihre Rolle „sehr charismatisch“ und sorge schließlich „für die ebenso grimmige wie frustrierende Schlusspointe des Films“. Es sei „durchaus mutig vom Bayerischen Rundfunk, einen derart brisanten Stoff aufzugreifen“. Gelobt wird auch die Kameraarbeit von Gernot Roll. Gift sei „ohnehin sichtbar aufwändig; nicht nur die Stars, auch die internationalen Schauplätze“ seien „sehenswert“.